# Pešpot
Pešpot je del utrjene ali neutrjene prometne ali neprometne površine, prvenstveno namenjena hoji.

## Vrste pešpoti
Glede na funkcijo v prostoru in namen, ločimo:
- pločnik
- steza za pešce
- sprehajalna pot: v parkih, ob obali, ob jezerih ali ribnikih, znotraj stanovanjskih sosesk
- planinska pot
- učna pot
- pohodniška pot ali pohodna pot
- podzemeljska pot
- gozdna pot
- treking
- romarska pot (božja pot, križev pot)
- kulturnozgodovinska pot (literarna pot, spominska pot, partizanska pot)

### Pločnik
Pločnik kot sestavni del cestišča in je od vozišča fizično ločen in deniveliran; namenjen je pešcem, ali pešcem in prometu koles ter koles s pomožnim motorjem, če je na njem označen kolesarski pas ali pa z vertikalno prometno signalizacijo dovoljen promet kolesarjev. Utrditev je lahko zelo različna. Običajno je to asfalt, lahko pa so dekorativni tlakovci iz betona ali naravnega kamna, če se pločnik nahaja v mestnem ali zgodovinskem okolju. Pločnik ima lahko tudi peščeno površino, kar pa ni najbolj udobno in se ga pešci najraje izogibajo.

### Pas za pešce
Pas za pešce je del vozišča in je označen z vzdolžno ločilno črto ter tako ločen od ostalega prometa. Običajno ima enako utrditev kot vozišče, lahko pa tudi samo peščeno površino. Ob zelo prometnih cestah je pas za pešce lahko tudi fizično ločen od vozišča z varnostno ograjo.

### Steza za pešce
Steza za pešce je s predpisano prometno signalizacijo in prometno opremo označena javna pot, namenjena pešcem in drugim posebnim prevoznim sredstvom. Gre za posebej zgrajeno prometno površino, pogosto namenjeno dostopu do naravnih in kulturnih zanimivosti ali povezovanju teh med seboj. Lahko je utrjena ali neutrjena (peščena).

### Sprehajalna pot
Sprehajalne poti so namenjene sprehajanju po mestnih in drugih parkih (botanični vrt, znotraj stanovanjskih sosesk, muzejev na prostem in podobno), ob obali rek, jezer ali morja. Lahko so namenjene tudi rekreaciji (trim steze). Običajno so neutrjene (peščene), redko tlakovane z naravnim materialom, izjemoma tudi lesene. Na zamočvirjenem predelu so lahko tudi dvignjene nad teren.

### Planinska pot
Planinska pot je ozek pas zemljišča, praviloma na gričevnatem, hribovitem in goratem svetu, namenjen za hojo, tek ali plezanje, ki je lahko obstoječa pešpot ob javni prometni površini, poljska pot ali ustrezna gozdna prometnica, lahko pa je tudi samostojna, praviloma največ en meter široka, le v nujnih primerih z naravnim materialom utrjena pohodna trasa.
Planinske poti so označene s posebnimi markacijami (v Sloveniji s Knafeljčevimi markacijami) in usmerjevalnimi tablami. Prav tako so ob planinskih poteh tudi druge informacijske table in oznake o zahtevnosti poti.
Planinske poti so glede na tehnično zahtevnost kategorizirane v tri skupine: lahke, zahtevne in zelo zahtevne planinske poti.
Po planinskih poteh, ki ne potekajo po poljskih poteh ali gozdnih prometnicah, ni dovoljena vožnja z gorskimi kolesi, motornimi kolesi, kolesi s pomožnim motorjem in drugimi vozili, razen v primeru, če je takšno vozilo namenjeno za oskrbo planinske koče ali za reševanje ponesrečencev. Prav tako je prepovedano jahanje in vodenje jezdnih živali, razen v primeru, če je uporaba takih živali namenjena za oskrbo planinskih koč. 
V Sloveniji je najbolj poznana Slovenska planinska pot. V Alpah pa poti imenovane Via Alpina. 
Posebna kategorija planinskih pešpoti v Sloveniji so tako imenovane obhodnice. Označenih je osemdeset (stanje 2008) v upravljanju Planinske zveze Slovenije, pa tudi druge.

### Učna pot
Učna pot je posebej zgrajena in označena sprehajalna pot praviloma v naravi, gozdu ali drugem pomembnem kulturno-zgodovinskem okolju, prvenstveno namenjena izobraževanju šolske mladine, pa tudi turistom in rekreativcem. Zanje so izdelani priročniki (vodniki), na terenu pa so označene z informativnimi tablami, pogosto tudi s posebnimi markacijami z likovnim znakom, ki je značilnost poti.
V Sloveniji je označenih preko sto različnih učnih poti. V veliki meri so to gozdne učne poti, pogosto kulturno-zgodovinske ali literarne in naravoslovne poti.

### Pohodniška pot
To so poti sestavljene iz različnih prej naštetih vrst in vsebin, namenjene povezovanju na daljše razdalje in jih je mogoče prehoditi v več dnevnih etapah. Znane take so Evropske pešpoti; dve potekata preko Slovenije in sicer od severa do juga (E-6) in od vzhoda do zahoda (E-7). Poznane so tudi pohodne poti v ZDA (na primer 3500 km dolga Apalachee Regional Park Trail) in Kanadi (na primer Trans Canada Trail), pa v Peruju (Inka trail) in še drugje. Posebej zanimive so pohodniške poti na otoku Madeira (Portugalska), ki so jih zgradili za potrebe vzdrževanja namakalnih kanalov in se imenujejo "levade".

### Podzemeljska pot
Predvsem v večjih mestih so pod zemljo zgrajene sprehajalne poti, ki služijo za dostop v trgovske centre, ki so tudi zgrajeni pod zemljo ali za povezovanje delov mesta med seboj in s tem izogibanju bodisi naravnim oviram, bodisi drugim prometnicam.